# اندر کومار گجرال
اندر کومار گجرال (انگلیسی: Inder Kumar Gujral); زادهٔ ۴ دسامبر ۱۹۱۹ – درگذشتهٔ ۳۰ نوامبر ۲۰۱۲) یک سیاست‌مدار اهل هند بود. وی دوازدهمین نخست‌وزیر هند از ۲۱ آوریل ۱۹۹۷ تا ۱۹ مارس ۱۹۹۸ بود.